# Dialectisme
Een dialectisme is een barbarisme dat afkomstig is uit een dialect, dat in dit geval dus de rol van donortaal vervult, terwijl de standaardtaal (in dit verband ook vaak cultuurtaal genoemd) de ontlenende taal is. In feite is het het zelfde als een anglicisme, germanisme, gallicisme, etc.

## Voorbeelden
Voorbeelden van dialectismen in het Standaardnederlands zijn:
| een dikke boer          | een rijke boer         |
| om deel                 | naar beneden           |
| hij kan het wel wachten | hij heeft er tijd voor |
| ik heb er zin an        | ik heb er zin in       |
| waar kom je weg?        | waar kom je vandaan?   |
| ik heb lekkerij         | ik heb lekkage         |
| de deur is los          | de deur is open        |